# Barão de Santana
Barão de Santana foi um título criado por D. Luís I, por decreto de 20 de Julho de 1863, a favor de Manuel Alves Guerra, 1.º barão de Santana, que depois viria a ser elevado a 1.º visconde de Santana.
A denominação do título deriva do palacete de Santana, grande imóvel sito na zona alta da cidade da Horta, então propriedade do 1.º barão, hoje pertença da Santa Casa da Misericórdia da Horta e adaptada a escola profissional.
Por decreto de 10 de Fevereiro de 1870, também do rei D. Luís I, o título foi concedido ao sobrinho do 1.º barão, também chamado Manuel Alves Guerra, um diplomata e político.
Usaram o título
1. Manuel Alves Guerra, 1.º barão e 1.º visconde de Santana;
2. Rodrigo Alves Guerra, 2.º barão de Santana, sobrinho paterno do anterior;
3. Manuel Alves Guerra, 2.º visconde de Santana, sobrinho paterno do 1.º visconde de Santana;
4. Manuel de Melsbroeck Alves Guerra, 3.º visconde de Santana, filho do anterior;